# Bowls en los Juegos del Pacífico 2019
Los Bowls en los Juegos del Pacífico 2019 se llevó a cabo del 8 al 13 de julio en el Falaeta Lawn Bowls Greens de Tuanaimato.

## Participantes
Ocho naciones formaron parte del evento:
| - Islas Cook - Fiyi - Niue - Isla Norfolk | - Papúa Nueva Guinea - Samoa - Tokelau - Tonga |

## Resultados

### Masculino
| Evento     | Oro                                               | Plata                                                          | Bronce                                           |
| ---------- | ------------------------------------------------- | -------------------------------------------------------------- | ------------------------------------------------ |
| Individual | Fiyi Semesa Naiseruvati                           | Samoa Iva Tiatin                                               | Islas Cook                                       |
| Dobles     | Samoa Lealaiauloto Tiatia Tupa’i Avala            | Fiyi David Aitcheson Rajnesh Prasad                            | Tokelau Konelio Luka Sagato Avito                |
| Tercias    | Fiyi Abdul Kalim Kushal Pillay Semesa Naiseruvati | Islas Cook Lawrence Paniani Royden Apearau Adoni Wichman-Raioa | Niue Mark Blumsky Dalton Tagelagi Norma Mitimeti |
| Cuartos    | Islas Cook                                        | Isla Norfolk Garry Ryan Garry Bigg Stephen Matthews Trev Gow   | Fiyi                                             |

### Femenino
| Evento     | Oro                                                         | Plata                                                                 | Bronce                                                           |
| ---------- | ----------------------------------------------------------- | --------------------------------------------------------------------- | ---------------------------------------------------------------- |
| Individual | Fiyi Litia Tikoisuva                                        | Isla Norfolk Shae Wilson                                              | Tonga Paris Baker                                                |
| Dobles     | Isla Norfolk Shae Wilson Petal Jones                        | Fiyi                                                                  | Islas Cook                                                       |
| Tercias    | Niue                                                        | Samoa                                                                 | Fiyi                                                             |
| Cuartos    | Isla Norfolk Travey Wora Tassie Evans Ann Snell Petal Jones | Niue Joy Peyroux Pauline Rex-Blumsky Pilena Motufoou Lyah Liumaihetau | Fiyi Sheryl Mar Doreen O'Connor Loretta Kotoisuva Radhika Prasad |

## Medallero
| # | País         | Medalla de oro | Medalla de plata | Medalla de bronce | Total |
| - | ------------ | -------------- | ---------------- | ----------------- | ----- |
| 1 | Fiyi         | 3              | 2                | 3                 | 8     |
| 2 | Isla Norfolk | 2              | 2                | 0                 | 4     |
| 3 | Samoa        | 1              | 2                | 0                 | 3     |
| 4 | Islas Cook   | 1              | 1                | 2                 | 4     |
| 5 | Niue         | 1              | 1                | 1                 | 3     |
| 6 | Tokelau      | 0              | 0                | 1                 | 1     |
| 6 | Tonga        | 0              | 0                | 1                 | 1     |